# Popelak, Novotroiițke
Popelak (în ucraineană Попелак) este un sat în comuna Dîvne din raionul Novotroiițke, regiunea Herson, Ucraina.

## Demografie
Componența lingvistică a localității Popelak
     Ucraineană (79,79%)
     Rusă (15,07%)
Conform recensământului din 2001, majoritatea populației localității Popelak era vorbitoare de ucraineană (79,79%), existând în minoritate și vorbitori de rusă (15,07%) și armeană (2,4%).